# 고난쇼갓코마에 정류장
고난쇼갓코마에 정류장(일본어: 幌南小学校前停留場, こうなんしょうがっこうまえていりゅうじょう)은 일본 홋카이도 삿포로시 주오구에 위치한 삿포로 시 교통국(삿포로 시영 전차) 야마하나 선의 정류장이다. 정류장 번호는 SC15이다.

## 정류장 구조
2면 2선의 대향식 구조이다. 남쪽에 주오토쇼칸마에 및 니시 4초메 방면, 건늠선을 끼고 북쪽에 스스키노 방면에 안전 지대가 있다.

## 정류장 주변
- 삿포로 시립 호로미나미 초등학교
- 삿포로 시립 가시와 중학교
- 미나미22조 대교
- NTT홋카이도 물류 센터

## 역사
- 1931년 11월 23일: "니코마에"의 명칭으로 정류장 개업(단선).
- 1948년 8월 24일: "가시와 중학교 앞"으로 변경.
- 1951년: 본 정류장의 이북 부분 복선화.
- 1954년 7월: 본 정류장 ~ 니시16조 간 복선화.
- 1965년 11월 1일: "야마하나20조"로 변경.
- 1973년 11월 1일: "호로미나미 초등학교 앞"에 변경.
- 2015년 4월 1일: 정류장 번호 설정.

## 인접역
| 삿포로 시 교통국 ● 삿포로 시영 전차 야마하나 선 | 삿포로 시 교통국 ● 삿포로 시영 전차 야마하나 선 | 삿포로 시 교통국 ● 삿포로 시영 전차 야마하나 선 |
| ----------------------------------------------- | ----------------------------------------------- | ----------------------------------------------- |
| SC14 히가시톤덴도리 외선 순환                   | 시영 전철 운행 계통                             | SC16 야마하나19조 내선 순환                     |